# Město vojenské slávy
Město vojenské slávy je čestný titul Ruské federace, který se uděluje za „odvahu, vytrvalost a masové hrdinství obránců města v boji za svobodu a nezávislost vlasti“. Titul byl zřízen dekretem prezidenta Ruské federace № 1340 z 1. prosince 2006.
Ve městě poctěném titulem Město vojenské slávy:

1) budiž vztyčena stéla se znakem města a textem nařízení prezidenta Ruské federace o udělení čestného titulu;

2) ve dnech 23. února (Den obránce vlasti), 9. května (Den vítězství) a také na Den města buďte konány veřejné akce a ohňostroje.

Dekretem prezidenta Ruské federace № 557 z 27. dubna 2007 byly provedeny změny v podmínkách a v pořadí udělených čestných titulů Město vojenské slávy.
K 15. listopadu 2022 bylo poctěno čestným titulem celkem 47 měst.

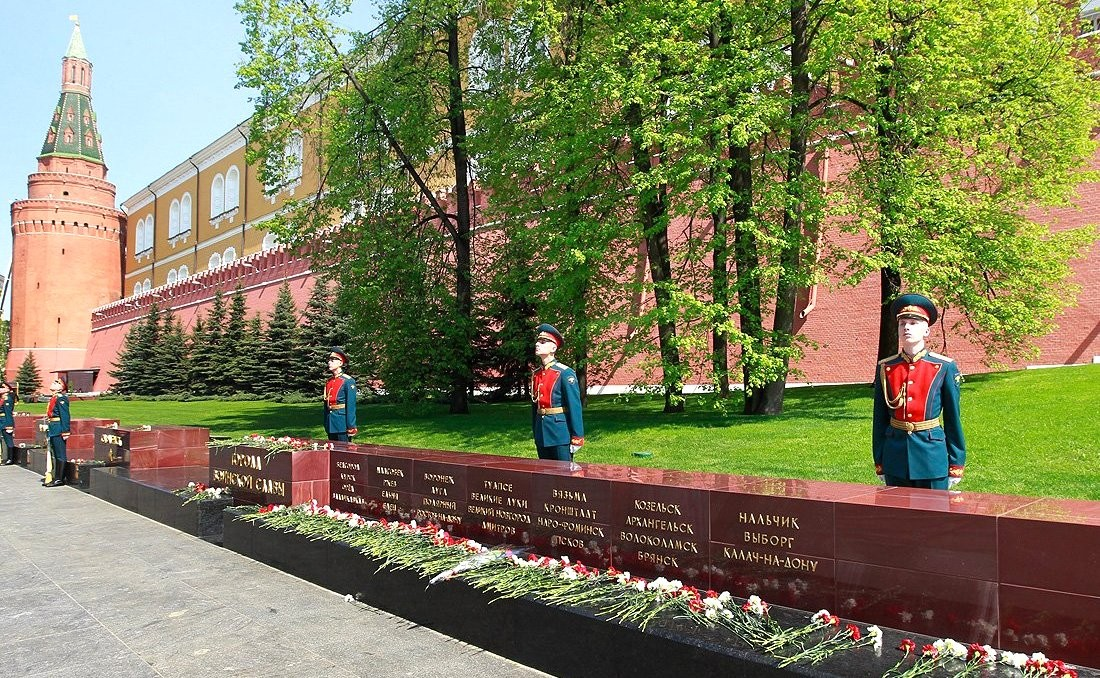
Stéla měst vojenské slávy v Alexandrovské zahradě v Moskvě